# Atractocerus tasmaniensis
Atractocerus tasmaniensis is een keversoort uit de familie Lymexylidae. De wetenschappelijke naam van de soort is voor het eerst geldig gepubliceerd in 1917 door Lea.